# Kherndl Antal
Kherndl Antal (Zselíz, 1842. május 10. – Budapest, 1919. október 7.) mérnök, műegyetemi tanár, a Magyar Tudományos Akadémia levelező (1884) majd rendes (1898) tagja.

## Pályafutása
Kherndl Mátyás és Jerenth Mária fia. Budapesten, Karlsruhéban tanult, végül a zürichi Műegyetem Mérnöki karán fejezte be műszaki tanulmányait. Ezután Carl Culmann professzor, a grafosztatika megalapítója vette maga mellé munkatársul. Badenben Becker mellett dolgozott. 1865-ben elkészítette a Heidelberg-Heilbronn vasútvonal terveit. Zürich város műszaki hivatalának alkalmazottja lett 1866-ban, 1867. október 22-én kinevezték tanársegéddé a pesti királyi József-műegyetemen. 1869. december 22-től víziút- és vasútépítéstant, 1881-től a hídépítéstant tanított, 1914-es nyugállományba vonulásáig. A Magyar Tudományos Akadémia 1884. június 5-én levelező tagjai sorába választotta. 1887-ben a kereskedelemügyi minisztériumban fennállott műszaki tanács tiszteletbeli tagja lett és 1891-től a földművelésügyi minisztériumban szervezett vízügyi műszaki tanács tagja volt. A Magyar Mérnök- és Építész-Egylet egyik alapítója volt, majd 1869-tól 1870-ig titkára, később pedig tiszteletbeli tagja. 1906-tól 1914-ig töltötte be az Országos Középítési Tanács alelnöki tisztségét. Tanári tevékenysége mellett kormány, hatóságok és egyesületek meghívására számos nagyfontosságú technikai kérdés előkészítésében és eldöntésében részt vett.
Kutatási eredményei, melyeket a hídépítés elmélete terén ért el, a statikailag határozatlan reakciójú tartók problémáinak megoldására új irányt mutattak. A grafosztatikában elért úttörő elméleti megállapításait 1897-ben Marczibányi-díjjal jutalmazták, 1905-ben megkapta a Mérnök Egylet aranyérmét és 1910-ben az MTA nagydíját is elnyerte. Elméletét igazolta többek között a II. világháború előtti Erzsébet híd építkezése is.

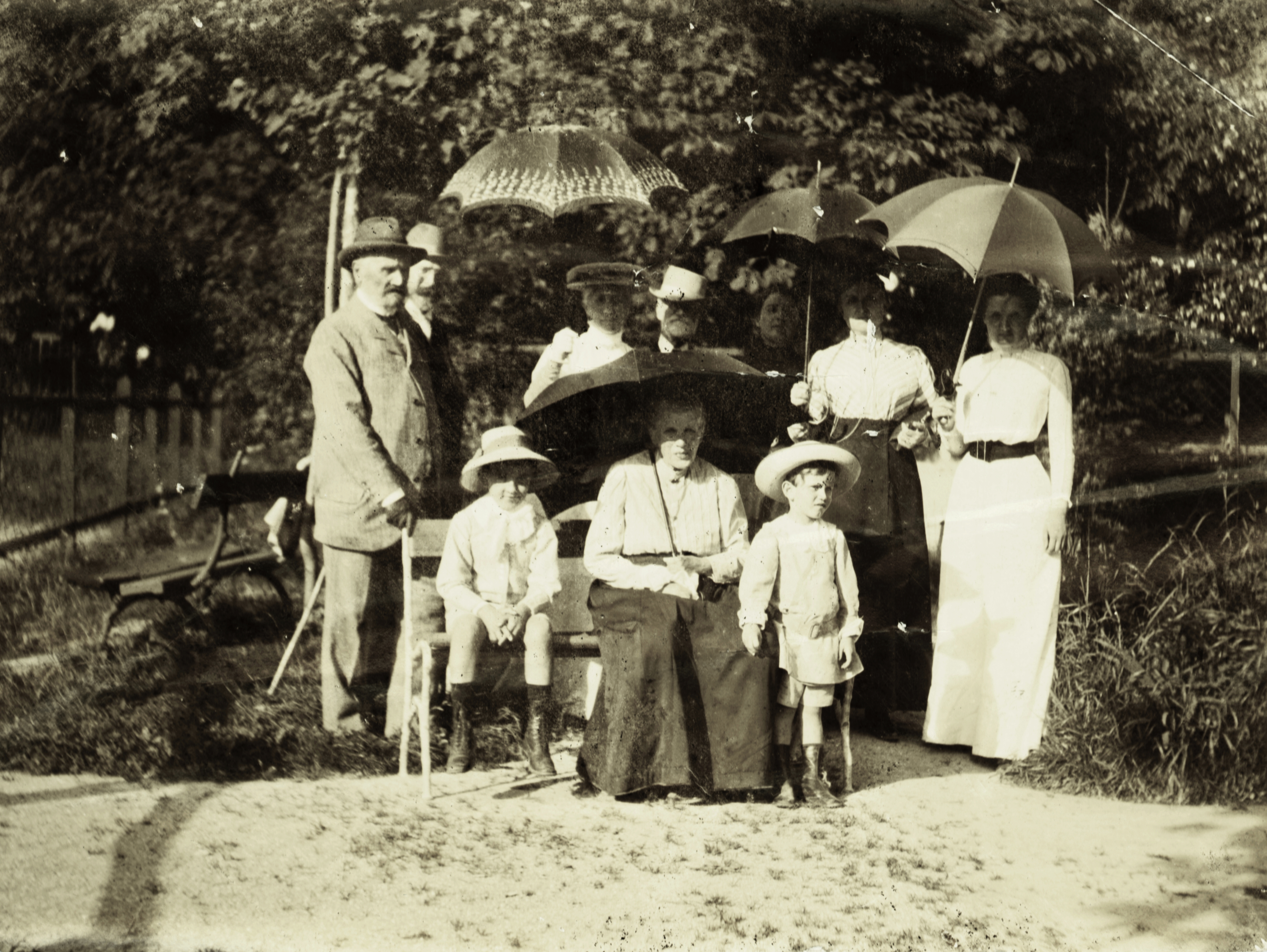
Kherndl Antal mérnök, műegyetemi tanár és családja, 1902

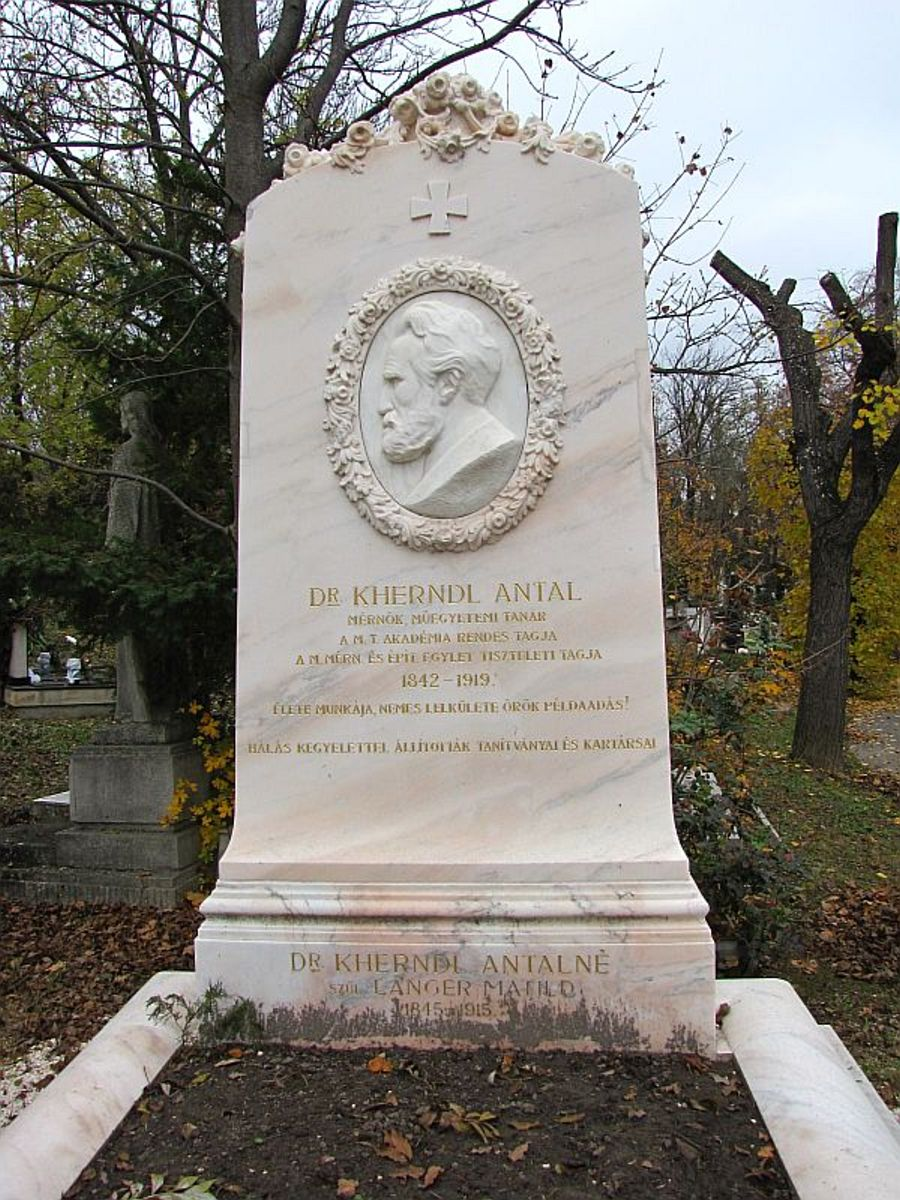
Kherndl Antal sírja Budapesten. Farkasréti temető: 8/1-1-35/36. Bory Jenő szobrász és Wälder Gyula építész alkotása.

## Emléke

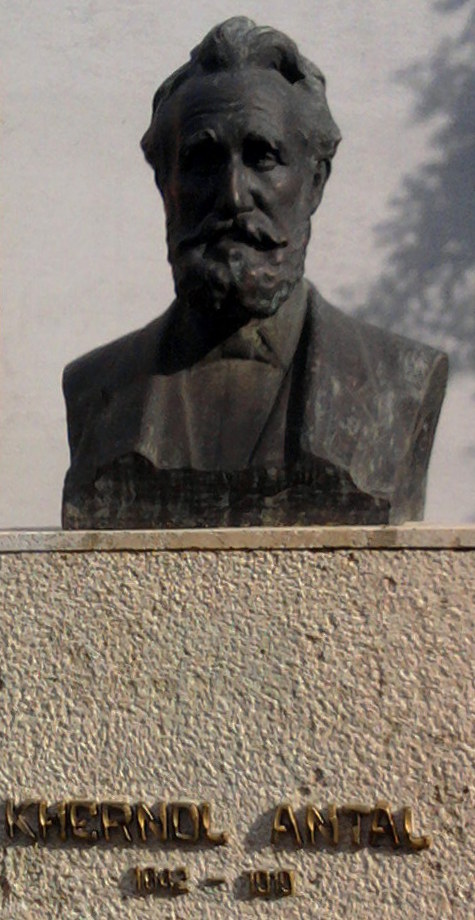
Kherndl Antal mellszobra szülővárosában

- Mellszobor, Zselíz[4]

## Főbb művei
- A sztatikailag határozatlan reakciójú tartók elméletéről (Magyar Mérnök- és Építész-Egyl. Közl. 1883–84)
- A lánchidak merevítő tartóinak grafikai elméletéről (Értekezés a Matematikai Tudományok Köréből. Akadémiai székfoglaló, 1891)
- A többtámaszú gerendák és a többnyílású függőhidak merevítő gerendáinak grafikai elméletéről (Magy. Mérnök- és Építész-Egyl. Közl., 1895. Az 1897. évi Marczibányi-díjjal kitüntetve.)
- A többtámaszú ívek és merev függőtartók grafikai elméletéről (Magy. Mérnök- és Építész-Egyl. Közl. 1897)
- A tartók grafosztatikája (I. Bp., 1893–1903)
- A sztatikailag határozatlan reakciójú csuklós tartók grafikai elméletéről (Magyar Mérnök- és Építész-Egyl. Közl. 1904. Az MTA 1910. évi nagydíjával kitüntetve.)
- A többnyílású merevítő gerendás függőhidak grafikai elmélete (Magyar Mérnök- és Építész-Egyl. Közl. 1908)